# 新潟県道51号新潟黒埼インター笹口線
新潟県道51号新潟黒埼インター笹口線（にいがたけんどう51ごう にいがたくろさきインターささぐちせん）は、新潟県新潟市西区から同市中央区内に至る県道（主要地方道）である。

## 概要
通称「笹出線」（ささいでせん）。中央区南地区の出来島から同区の笹口に至ることから、両端部の地名に由来した呼称である。新潟駅南口側のメインストリートの一つとして知られ、商店やロードサイド型店舗をはじめ、マンション・住宅や、国・県・市の出先も立地する。笹越橋交差点で栗ノ木バイパスに接続。同交差点以東から新潟市道出来島上木戸線（愛称「笹木戸線」）となり、東区牡丹山で新潟県道4号新潟港横越線（赤道）に接続する。
笹出線は1927年（昭和2年）2月27日に都市計画決定された都市計画道路「出来島上木戸線」の西側区間である。笹出線の開通当初、沿線の鳥屋野地区（現中央区南地区）では宅地開発が本格化する前で、周辺には水田や畑が多かった。1970年代から市街地化・宅地化が本格化し、新潟駅など市内中心部に近い東側の笹口・米山・堀之内では住宅開発に加え、ロードサイド型のショッピングセンターなども進出して生活の利便性が向上し、人口が急増した。特に清水商事運営のスーパーマーケット「清水フードセンター」はピーク時、笹出線沿線の4箇所に店舗を出店していた（2008年9月末、合理化によって沿線の同社店舗は堀之内のとやの店1店舗のみとなった）。一方、中心部からやや遠い西側の近江・新和・出来島にはカーディーラーや中古車店が軒を連ねたことから「中古車通り」とも呼ばれていた。またトラックの車体製造大手の北村製作所本社工場は、かつて出来島に置かれていた（その後本社は江南区に移転、跡地はショッピングセンター「デッキィ401」となった）。
その後西側でも1980年代から1990年代にかけて宅地開発や商業地開発が進捗し、急速に市街地化が進んだ。これ以降中古車店は徐々に減少し、代わって飲食店の数が増加した。また、東区紫竹地内で途切れていた東側区間の整備も1980年代から市によって進められ、1991年（平成3年）に信越本線と白新線をオーバーパスする中山跨線橋が竣工、2001年（平成13年）に赤道までの区間が開通し、利便性が大幅に向上した。このように沿線の市街地化が進むにつれて笹出線の交通量は増大したが、ほぼ全線が片側1車線であることなどから、近年沿線では渋滞や速度低下が慢性化している。
以前は平成大橋の区間も当県道の単独区間であったが、2008年（平成20年）4月1日から国道116号の新潟市中心部区間が変更されたのに伴って実延長区間が短縮され、現在は起点から中央区出来島（東北電力出来島変電所前）間は国道116号との重用区間となっている。
なお、1978年時点では「新潟庄瀬新飯田線」という路線名であった。

### 路線データ
- 起点：新潟市西区山田[2]（黒埼インターチェンジ、国道8号・国道116号交点）
- 終点：新潟市中央区笹口字三ッ屋（笹越橋交差点、国道7号交点）

## 歴史
- 1993年（平成5年）5月11日 - 建設省から、県道新潟黒埼インター笹口線が新潟黒埼インター笹口線として主要地方道に指定される[3]。

## 路線状況

### 通称
- 笹出線（出来島一丁目交差点 - 笹越橋交差点（ - 馬越交差点））

### 重複区間
- 国道116号、国道289号（新潟市西区山田（黒埼IC） - 同中央区出来島一丁目（出来島一交差点））
- 新潟県道42号新潟黒埼インター線（新潟市西区山田（黒埼IC - 平成大橋西詰交差点））
- 新潟県道1号新潟小須戸三条線（新潟市中央区美咲町二丁目（平成大橋東詰交差点） - 出来島一丁目（出来島一交差点）

## 地理

### 通過する自治体
- 新潟市（西区 - 中央区）

### 交差する道路
- 新潟市中央区
  - 国道116号（新潟県道1号新潟小須戸三条線重複）（出来島一丁目交差点）
  - 新潟県道16号新潟亀田内野線（出来島交差点）
  - 新潟県道164号白山停車場女池線 和合線（堀之内・鳥屋野十字路）
  - 都市計画道路弁天線（新潟駅南口交差点）
  - 国道7号<栗ノ木バイパス>（笹越橋交差点）